# Sandra Alter
Sandra Alter (* 10. Januar 1972) ist eine ehemalige deutsche Fußballspielerin.

## Karriere

### Vereine
Sandra Alter spielte von 1990 bis 1994 als Torwart für den KBC Duisburg in der seinerzeit zweigleisigen Bundesliga. Als Zweitplatzierter der Gruppe Nord war sie mit ihrer Mannschaft für die Endrunde um die Deutsche Meisterschaft qualifiziert, scheiterte jedoch im Halbfinale nach Hin- und Rückspiel gegen den FSV Frankfurt im Gesamtergebnis mit 2:8. Mit dem Abstieg ihrer Mannschaft, schloss sie sich zur Saison 1994/95 dem FC Rumeln-Kaldenhausen an, mit dem sie diese als Zweitplatzierter der Gruppe Nord abschloss und sich erneut für die Endrunde um die Deutsche Meisterschaft qualifizierte und erneut dem FSV Frankfurt im Halbfinale nach Hin- und Rückspiel im Gesamtergebnis mit 3:7 unterlegen war. Ein im August 1996 erfolgter Autounfall zwang sie ihre Karriere zu beenden.

### Nationalmannschaft
Nachdem sie mehrfach für die Nachwuchsmannschaft der Altersklasse U19 zum Einsatz gekommen war, gehörte sie zum Aufgebot der A-Nationalmannschaft, die an der vom 10. bis 14. Juli 1991 in Dänemark ausgetragenen Europameisterschaft teilgenommen hat; jedoch nicht zum Einsatz kam.
Ihre beiden einzigen Spiele für die A-Nationalmannschaft bestritt sie – mit Einwechslung für Marion Isbert in der 41. Minute – am 28. August 1991 in Weil am Rhein beim 3:1-Sieg über die Schweizer Nationalmannschaft und am 25. September 1991 in Mosonmagyaróvár beim 2:0-Sieg über die Nationalmannschaft Ungarns; in diesem Spiel wurde sie in der 41. Minute für Marion Isbert ausgewechselt. Für die vom 16. bis 30. November 1991 in der Volksrepublik China erstmals ausgetragene Weltmeisterschaft wurde jedoch Elke Walther als zweite Torhüterin nominiert.